# Szeged-Csanád Grosics Akadémia
Szeged-Csanád Grosics Akadémia is een Hongaarse voetbalclub, die is opgericht in 2011. Thuiswedstrijden speelt de club in het Szent Gellért Fórum. Dat plaats biedt aan ruim 8200 toeschouwers. De clubkleuren zijn blauw en zwart.

## Geschiedenis
In 2011 werd de club opgericht door László Kiss-Rigó. Onder de naam Szeged 2011. In 2019 werd het huidige stadion in gebruik genomen. De club onderging destijds eveneens een naamverandering. Sindsdien is de club actief onder de huidige naam. 
In 2013/14 was de club noodgedwongen één jaar actief in de Nemzeti Bajnokság III, in verband met de herstructurering van de competitie. 
In 2019 maakte de club na het behaalde kampioenschap in de NB III een doorstart. Dit gebeurde op sportief en financieel vlak. Sindsdien is de club wederom actief op het tweede niveau. 

## Erelijst
- 2019 - Kampioen NB III

## Eindklasseringen vanaf 2011
| 12 |

| 8 |

| 2 |

| 7 |

| 10 |

| 11 |

| 19 |

| 1 |

| 12 |

| 10 |

| 4 |

| 4 |

| 4 |

| 7 |

| NB II | NB III |